# Der Fall Richard Jewell
Der Fall Richard Jewell (Originaltitel: Richard Jewell) ist ein US-amerikanischer Spielfilm von Clint Eastwood aus dem Jahr 2019. Er handelt von einem Sicherheitsbeamten, der während der olympischen Spiele in Atlanta, USA ein Bombenattentat verhindert und sich in der Folge öffentlich falschen Anschuldigungen ausgesetzt sieht. Bei den Oscars 2020 wurde Kathy Bates, die im Film Richard Jewells Mutter spielt, als Beste Nebendarstellerin nominiert.

## Handlung
Richard Jewell ist ein ehemaliger Polizist und verfügt über eine Waffensammlung. Nun ist er Mitarbeiter einer privaten Wachfirma und verbringt viel Zeit am Schießstand. Er lebt mit seiner Mutter Bobi zusammen.
Am Abend des 27. Juli 1996 geht im Centennial Olympic Park in Atlanta, einem Veranstaltungsort der Olympischen Spiele, ein Warnruf wegen eines bevorstehenden Bombenanschlags ein. Als Jewell einen verdächtigen Rucksack bemerkt, beginnt er, den Bereich zu räumen. Erst wird Jewell für sein schnelles Handeln gelobt, durch das er Schlimmeres verhindern konnte, doch nachdem sein ehemaliger Chef das FBI anruft und sein Misstrauen gegenüber Jewell zum Ausdruck bringt, untersucht man das Leben des Wachmanns genauer. Der FBI-Mann Tom Shaw ist überzeugt, mit Jewell den richtigen Mann im Visier zu haben.
Ab diesem Moment wird Jewells Leben zur Hölle. Das FBI durchsucht seine Wohnung, und seine dort gefundene, umfangreiche Waffensammlung bestärkt die Bundesbehörde in ihrer Überzeugung, dass „er zum Profil passt“ und er ein Terrorist sein könne. Auch in den Medien wird jeden Tag von dem Fall berichtet, von denen er zu Unrecht verunglimpft wird. Was er nun braucht, ist ein guter Anwalt, doch sein niedriger Verdienst lässt es nur zu, sich den Junganwalt Watson Bryant leisten zu können.
Nach drei Monaten voller Attacken und Entbehrungen, die Jewell zusammen mit seiner Mutter erdulden muss, stellt das FBI schließlich fest, dass er unschuldig ist.

## Vorlage und Hintergrund
Der Film basiert auf dem Artikel American Nightmare: The Ballad of Richard Jewell von Marie Brenner, der im Februar 1997 in der Zeitschrift Vanity Fair veröffentlicht wurde. Brenner beschreibt in ihrem Artikel, wie der Wachmann Richard Jewell durch sein Eingreifen beim Bombenanschlag bei den Olympischen Spielen 1996 in Atlanta zahlreiche Verletzte und möglicherweise Tote verhinderte, aber auch die 88 Tage, in denen er als Verdächtiger für den Anschlag galt. Das FBI ging wochenlang fehlerhaften Theorien nach, auch einer, nach der Jewell ein wütender homosexueller Cop-Hasser sei, der von seinem Geliebten bei dem Bombenattentat unterstützt wurde. Nachdem Jewell zunächst von den Medien als Held gefeiert wurde, präsentierten sie ihn später als einen möglichen Verantwortlichen. Zeitungen beschrieben ihn als „fetten, gescheiterten ehemaligen Hilfssheriff“ oder verglichen ihn gar mit dem Serienmörder Wayne Williams. Das FBI hatte sich, auch nach Jewells Entlastung, nicht dafür verantwortlich gefühlt, das Bild über den eigentlichen Helden in der Öffentlichkeit zu korrigieren, und Jewell wurde somit das Opfer einer Behörde, die versuchte, sich selbst zu schützen und ihre Ermittlungsfehler zu vertuschen.

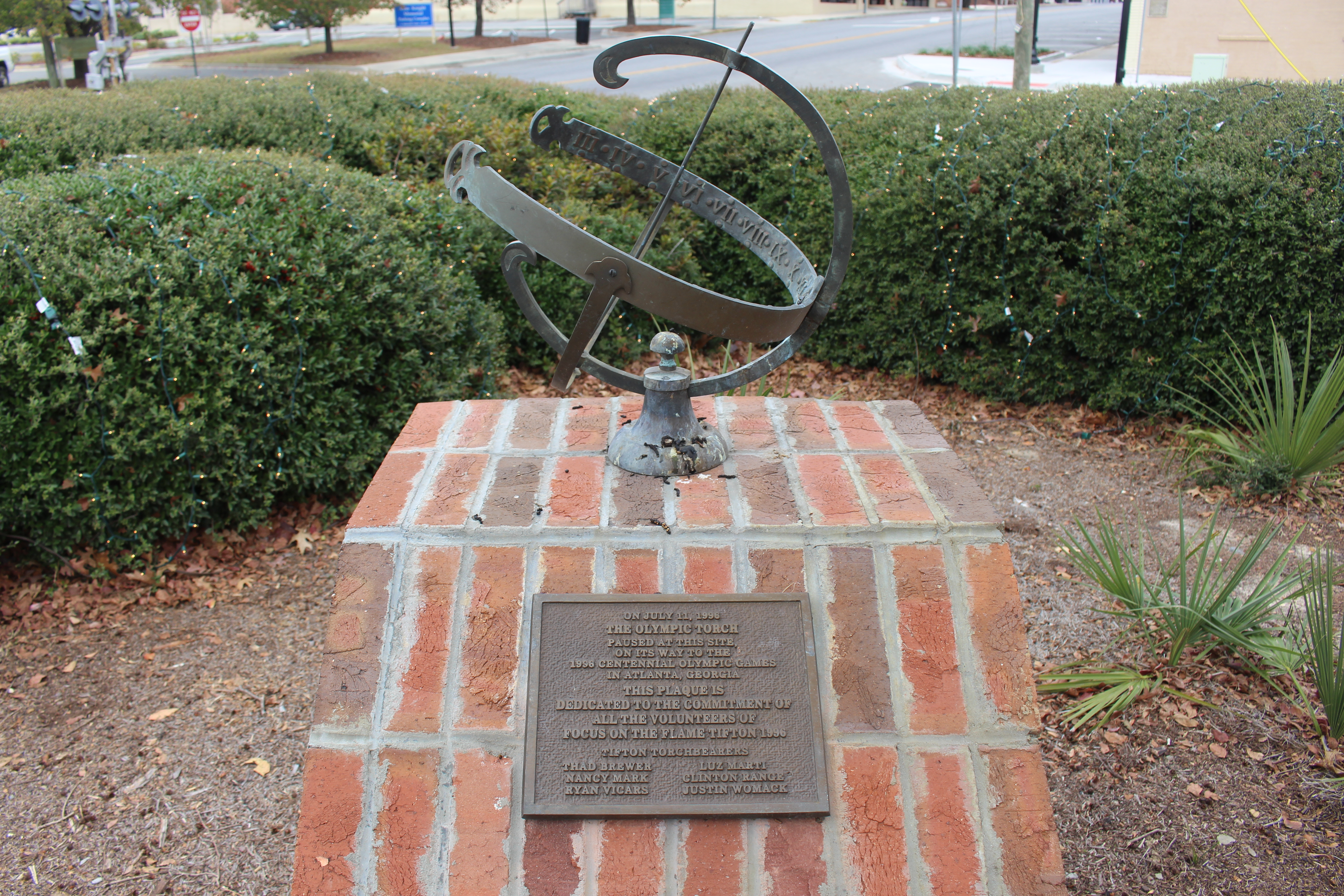
Richard Jewell arbeitete während des Bombenanschlags bei den Olympischen Spielen 1996 in Atlanta als Wachmann im Centennial Olympic Park (hier eine Gedenktafel)

Jewell arbeitete während der Spiele im Centennial Olympic Park in Atlanta für eine private Wachfirma im AT&T-Pavillon. Jewell hatte die Polizeiakademie der Northeast Georgia Police als einer der Besten absolviert. Am 27. Juli 1996 entdeckte Jewell bei seiner Arbeit unter der Bank einen grünen Rucksack im Militärstil, bekannt als Alice-Rucksack, alarmierte die Polizei und drängte zusammen mit Tom Davis die Konzertbesucher aus dem unmittelbaren Sicherheitsradius um den Rucksack. Als Verantwortliche für die anschließende Untersuchung des Falls standen zu dieser Zeit in Atlanta drei erfahrene Ermittler mit Führungserfahrung zur Verfügung. Tom Fuentes hatte geholfen, John Gotti zu Fall zu bringen, Barry Mawn hatte sich intensiv mit Ermittlungen im Bereich der organisierten Kriminalität befasst, und Robin Montgomery war Chef der Critical Incident Unit in Quantico. In den frühen Morgenstunden nahmen FBI-Agenten mehrere Verdächtige fest, nachdem das FBI das Bombenattentat als einen terroristischen Akt eingestuft hatte. Des Weiteren wurden David Tubbs von Division 5 als Sprecher der Ermittlertruppe und Woody Johnson, Special Agent in Charge (SAC), nach Atlanta entsandt.
Am Nachmittag des 30. Juli 1996 erhielt Jewell Besuch von Don Johnson und Diader Rosario vom FBI, die ihm einen Durchsuchungsbeschluss überreichten. Im Glauben, dies werde beweisen, dass er mit dem Anschlag nichts zu tun habe, verbrachte Jewell sieben Stunden auf der Treppe seines Hauses, in dem er mit seiner Mutter lebte, da er sich während der Durchsuchung nicht in der Wohnung aufhalten durfte. Der Durchsuchungsbeschluss listete etwa 200 Gegenstände auf, die das FBI beschlagnahmen konnte, darunter Zeitschriften, Bücher und Fotografien, aber auch Informationen wie Telefonnummern und Adressen von Personen, die in einer Verbindung mit der Herstellung, dem Transport und der Detonation der Rohrbombe stehen könnten.
Die anwaltliche Vertretung von Jewell übernahm Watson Bryant. Er übernahm auch Jewells Verteidigung gegenüber den Medien und war von Larry King zu einem Interview in das CNN-Studio eingeladen. Jewell selbst wurde in den folgenden Wochen nicht nur von Journalisten belagert, sondern auch von FBI-Agenten überwacht, weshalb er und seine Mutter sich jeweils Nachrichten auf Zettel schrieben, wenn sie über etwas reden wollten, was kein Dritter mithören sollte. Während eines späteren Gespräches mit Johnson und Rosario im FBI-Hauptquartier in Buckhead wurde Jewell aufgefordert, auf seine Rechte zu verzichten, was ihn besorgte, da er bemerkte, dass er weiterhin ihr Verdächtiger war. Als er am Abend vom FBI-Hauptquartier nach Hause kam, äußerte sich Tom Brokaw, der Lieblingsredakteur seiner Mutter, in einem Special zu den Olympischen Spielen des NBC zu einer möglichen Festnahme und strafrechtlichen Verfolgung Jewells, wobei er über ihren Sohn als Mörder sprach.
Am 28. Oktober 1996, nachdem die Vorwürfe gegen Jewell fallengelassen wurden und wenige Stunden vor einer anberaumten Pressekonferenz, in der sich ihr Klient erstmals frei und öffentlich zu den Vorwürfen äußern können sollte, gaben seine Anwälte bekannt, dass sie Schadensersatzklagen gegen NBC und andere einreichen würden, da dessen Ansehen für immer geschädigt sei und es für viele Menschen in den USA vielleicht immer einen subtilen Zweifel an dessen Unschuld geben werde. Jewell bemerkte: „In den ersten drei Tagen war ich angeblich ihr Held – die Person, die Leben rettete. […] Jetzt bin ich der Verdächtige des Bombenanschlags im Olympic Park.“ Richard Jewell starb am 29. August 2007 im Alter von 44 Jahren an den Folgen seiner zahlreichen gesundheitlichen Probleme.

## Produktion
Regie führte Clint Eastwood. Marie Brenners Artikel wurde von Oscar-Nominee Billy Ray für den Film adaptiert.
| Darsteller         | Synchronsprecher | Rolle          |
| ------------------ | ---------------- | -------------- |
| Paul Walter Hauser | Manuel Straube   | Richard Jewell |
| Sam Rockwell       | Dietmar Wunder   | Watson Bryant  |
| Kathy Bates        | Regina Lemnitz   | Bobi Jewell    |
| Niko Nicotera      | Markus Pfeiffer  | Dave Dutchess  |
| Eric Mendenhall    | Pascal Breuer    | Eric Rudolph   |
| Olivia Wilde       | Anja Stadlober   | Kathy Scruggs  |

Der Schauspieler und Stand-up-Comedian Paul Walter Hauser übernahm die Titelrolle von Richard Jewell. Kathy Bates spielt seine Mutter Bobi, Jon Hamm übernahm die Rolle des FBI-Ermittlers Tom Shaw. Der Oscar-Preisträger Sam Rockwell spielt seinen Anwalt Watson Bryant. Olivia Wilde übernahm die Rolle von Kathy Scruggs, einer Reporterin der The Atlanta Journal-Constitution, die als erste Informationen über die Vermutungen des FBI an Jewells Tatbeteiligung erhalten hatte.
Die Dreharbeiten fanden in Atlanta an den Originalschauplätzen im Juli und August 2019 statt. Die Bevölkerung der Stadt wurde vor den für den Film simulierten Explosionen gewarnt.
Die Filmmusik komponiert Arturo Sandoval, mit dem Eastwood bereits für The Mule zusammenarbeitete.
Die deutsche Synchronisation entstand nach einem Dialogbuch und der Dialogregie von Solveig Duda im Auftrag der FFS Film- & Fernseh-Synchron in München.
Der erste Trailer wurde von Warner Bros. Pictures Anfang Oktober 2019 vorgestellt. Warner Bros. Deutschland veröffentlichte den ersten Trailer zu Der Fall Richard Jewell am 7. November 2019. Seine Weltpremiere feierte der Film am 20. November 2019 beim AFI Film Festival in Los Angeles, bevor er am 13. Dezember 2019 in die US-Kinos kam. Der Film sollte am 19. März 2020 in Deutschland und am darauffolgenden Tag in Österreich starten, der Termin wurde jedoch wegen der Coronavirus-Pandemie in Deutschland auf den 25. Juni 2020 verschoben. Am 5. März 2022 wurde Der Fall Richard Jewell in das Programm von Prime Video und am 5. Dezember 2022 in das Programm von Netflix aufgenommen.

## Rezeption

### Altersfreigabe
In den USA erhielt der Film von der MPAA ein R-Rating, was einer Freigabe ab 17 Jahren entspricht. In Deutschland wurde der Film von der FSK ab 12 Jahren freigegeben. In der Freigabebegründung heißt es, mit der beklemmenden Geschichte korrespondierten immer wieder Nachrichtenbilder und mehrfach auch Bilder der Bombenexplosion. Die Inszenierung gehe zwar sehr zurückhaltend damit um, dennoch könnten diese Aspekte Kinder unter 12 Jahren emotional überfordern.

### Kritiken und Einspielergebnis
Der Film konnte 77 Prozent der Kritiker bei Rotten Tomatoes überzeugen und erhielt hierbei eine durchschnittliche Bewertung von 6,9 der möglichen 10 Punkte. Metacritic ermittelte einen Score von 68 basierend auf 45 Kritiken.
Todd McCarthy von The Hollywood Reporter schreibt in seiner Kritik, Format und Fokus des Films seien eng mit Clint Eastwoods Luftfahrtdrama Sully aus dem Jahr 2016 verwoben, in dessen Mittelpunkt auch ein Mann stand, der durch seine Arbeit zum Helden wurde, dessen Handlungen jedoch in ähnlicher Weise, wenn auch in geringerem Maße, von Behörden, der Presse und der Öffentlichkeit auseinandergenommen wurden. Das ausgewogene Drehbuch widme zu Beginn gerade genug Zeit, um einen Eindruck von Richard Jewell als Verlierer und Ausgestoßenen zu bekommen, um den Verdacht zu wecken, dass er eine tickende Bombe sein könnte, die nur darauf wartet, loszugehen, so McCarthy. Der Film verliere auf der letzten Strecke ein wenig an Kraft, doch die Hauptdarsteller seien alle ideal besetzt und schienen wie gemacht für ihre Rollen zu sein, Olivia Wilde und Jon Hamm in Rollen, die deutlich machten, man solle besser nicht versuchen sie aufzuhalten, Kathy Bates in der Mutterrolle mit liebevollen Schattierungen, die weit über das hinausgehen, was im Drehbuch steht. Es sei aber Paul Walter Hauser, der den Film trägt, so McCarthy.
Patrick Heidmann von epd Film schreibt, so geradlinig und schnörkellos, aufs Wesentliche konzentriert und gerade in der ersten Hälfte packend inszeniert wie Der Fall Richard Jewell seien nicht viele Filme dieser Tage. Rockwell, Bates und vor allem Hauser überzeugten auf ganzer Linie. Dass Eastwood die real existierende, inzwischen verstorbene Journalistin Kathy Scruggs als gänzlich unehrenhaft zeigt und das unschöne Klischee „weibliche Reporterin tauscht Sex gegen Informationen“ bedient, habe ihm zu Recht Ärger eingebracht, wodurch er dem Film auf unnötige Weise schade.
Die Filmkritikerin Antje Wessels resümiert, Der Fall Richard Jewell sei die unaufgeregte Studie einer medialen Hetzjagd, an deren Ende es keine Gewinner gibt. Hauser lege sein ganzes Herzblut in die auf den ersten Blick so zwielichtige Hauptfigur und changiere vollends authentisch zwischen Selbstmitleid, unangenehmen Machtgelüsten und vom Schicksal gebeuteltem Einzelgänger, der durch seine Statur und sein ungepflegtes Äußeres keinerlei Sozialkontakte hat.
Dieter Oßwald von der Gilde deutscher Filmkunsttheater erinnert Hauser in seiner ersten Hauptrolle ein bisschen an Oliver Hardy. Weiter erklärt Oßwald, Eastwood gebe sich zurückhaltend, entwickle sein Drama schnörkellos und halte auch Finessen bereit. Die versteckte Bombe etwa inszeniere er genüsslich mit klassischem suspense und lasse sie in einem Traum gleich nochmals explodieren.
Die Deutsche Film- und Medienbewertung versah Der Fall Richard Jewell mit dem Prädikat besonders wertvoll. In der Jury-Begründung heißt es, alle Rollen seien perfekt besetzt und Eastwood erzähle mit dem von ihm gewohnten schnörkellosen Realismus, der den Film zugleich zu einem gesellschaftspolitischen Lehrstück und berührendem Gefühlskino werden lasse.
Die weltweiten Einnahmen des Films aus Kinovorführungen belaufen sich bislang auf rund 43,75 Millionen US-Dollar.

### Auszeichnungen
Vom American Film Institute wurde der Film in die Top 10 der besten Filme 2019 aufgenommen. Im Folgenden weitere Ehrungen.
Detroit Film Critics Society Awards 2019
- Nominierung als Bester Nebendarsteller (Sam Rockwell)
- Nominierung als Beste Nebendarstellerin (Kathy Bates)
- Nominierung als Bester Nachwuchs (Paul Walter Hauser)[29]

Golden Globe Awards 2020
- Nominierung als Beste Nebendarstellerin (Kathy Bates)

National Board of Review Awards 2019
- Auszeichnung als Bester Nachwuchsdarsteller (Paul Walter Hauser)
- Auszeichnung als Beste Nebendarstellerin (Kathy Bates)
- Aufnahme in die Top-Ten-Filme[30]

Oscarverleihung 2020
- Nominierung als Beste Nebendarstellerin (Kathy Bates)